# The King’s Avatar
Quan Zhi Gao Shou (кит.: 全职高手全职高手 Цюань Чжі Дат Шоу, англ. Full-time Expert, букв."Майстер на повну ставку") — китайський веброман авторства Худі Ланя (кит.: 蝴蝶蓝蝴蝶蓝, англ. Blue Butterfly, укр. Синій метелик), відомий також під назвами: The king's Avatar (букв."Аватар короля") та Master of Skill (яп. マスターオブスキル, Масута: обу Сукиру, букв.«Майстер Скіллів»). Публікувався на літературному порталі Qidian Zhongwen Wang з 28 лютого 2011 року по 30 квітня 2014 року. Прем'єра VONA-серіалу, ліцензіатом якого є Tencent, відбулася на відео-порталах Tencent Video і bilibili 7 квітня 2017 року. Прем'єра другого сезону запланована на 2019 рік.

## Сюжет
Е Сю є експертом екстра-класу та найкращим про-гравцем в онлайн-грі «Слава» (кит.: 榮耀榮耀 Жуняо, англ. Glory), проте через безліч причин його викинули з гільдії та змусили віддати свій аккаунт, «Осінній Лист» (кит.: 葉秋葉秋 Е Цю), новому капітанові «Прекрасною Ери» (кит.: 嘉世嘉世 Цзя Ши), Сунь Сяну. Покинувши професійну сцену, він влаштувався менеджером у інтернет-кафе. Але коли «Слава» запустила свій десятий сервер, озброєний десятирічним досвідом, Е Сю знову повернувся у гру. Принісши з собою спогади про минулі досягнення та незакінчену саморобну зброю, він знову ступає на шлях, що веде до вершин.

## Публікація
Роман Худі Ланя почав свій випуск на літературному порталі Qidian Zhongwen Wang 28 лютого 2011 року. Його 1776 й остання глава була опублікована 30 квітня 2014 року. По завершенні роман мав рейтинг 9.4 та більше 23,38 мільйонів відвідувань, а до вересня 2016 року ще тримався на четвертому місці топу Qidian. В листопаді 2013 року він отримав звання «Кращої роботи», та до того й ще є першим та єдиним китайським романом із більш ніж тисячею глав. 1 квітня 2012 року побачив світ перший том на спрощеному китайському від видавництва Hubei Shaonian Ertong Chuban She (кит.: 湖北少年儿童出版社湖北少年儿童出版社), роман був виданий у 24 томах. Перший том оригінального роману був офіційно випущений Zhi Ling Wenhua (кит.: 知翎文化知翎文化) 7 серпня 2014 року. Весь тираж розпродали протягом 20 днів, а видавництву екстрено замовили нову партію копій. Останній, 26 том, було опубліковано 16 грудня 2015 року.
10 вересня 2015 року Худі Лань оголосив про свою співпрацю з автором коміксів Чан Пань Юнчжэ (кит.: 常盘勇者常盘勇者). Маньхуа-адаптація, написана Чан Пань Юнчжэ та проілюстрована D.LAN Цан Ланем (кит.: D.LAN苍岚D.LAN苍岚), почала випускатися у мобільному комікс-додатку Da Jiao Chong (кит.: 大角虫大角虫). Станом на 22 грудня 2017 року було опубліковано 166 глав.
Роман ліцензований на японській мові видавництвом Libre, перший том був виданий 24 грудня 2015 року. В Японії роман публікується під назвою Master of Skill (яп. マスターオブスキル, Масута: обу Сукиру, букв.«Майстер Скіллов»). Він також має офіційну публікацію англійською мовою. Роман випускається під назвою The king's Avatar (букв."Аватар короля") на платформі Qidian International.

### Список томів
Тайванська публікація оригінального роману видавництва Zhi Ling Wenhua.
| №  | Назва | Дата публікації        | ISBN               |
| -- | --- | ---------------------- | ------------------ |
| 1  | Вигнання майстра «Бэй Цюйчжу Дэ Гаошоу» (кит. 被驅逐的高手)                                                                        | 7 серпня 2014 року     | ISBN 9789865782627 |
| 2  | Справжня потолоч «Чжэньчжэн Дэ Саньжэнь» (кит. 真正的散人)                                                                         | 7 серпня 2014 року     | ISBN 9789865782634 |
| 3  | Непрості новачки «Бу Цзяньдань Дэ Синьжэнь» (кит. 不簡單的新人)                                                                    | 10 вересня 2014 року   | ISBN 9789865782641 |
| 4  | Техніка майстра «Гаошоу Дэ Цзишу Ханьлян» (кит. 高手的技術含量)                                                                    | 8 жовтня 2014 року     | ISBN 9789865782658 |
| 5  | Змагання всіх зірок «Цюань Минсин Сай» (кит. 全明星賽)                                                                             | 8 листопада 2014 року  | ISBN 9789865782665 |
| 6  | Мій «Осінній Лист» «Во Цай Ши Е Цю» (кит. 我才是葉秋)                                                                              | 9 грудня 2014 року     | ISBN 9789865782672 |
| 7  | Невпинне руйнування «Хуэй Жэнь Бу Цзюань» (кит. 毀人不倦)                                                                          | 10 січня 2015 року     | ISBN 9789865782689 |
| 8  | Найвидатніший майстер у історії «Юаньгу Дашэнь» (кит. 遠古大神)                                                                    | 7 лютого 2015 року     | ISBN 9789865782696 |
| 9  | Збір гільдії Розквіт Щасливих «Син Синь Чжаньдуй Цзихэ» (кит. 興欣戰隊集合)                                                        | 3 березня 2015 року    | ISBN 9789865782702 |
| 10 | Плей-офф «Цзи Хоу Сай» (кит. 季後賽)                                                                                               | 8 квітня 2015 року     | ISBN 9789865782719 |
| 11 | Золоте покоління «Хуанцзинь Идай» (кит. 黃金一代)                                                                                  | 5 травня 2015 року     | ISBN 9789865625177 |
| 12 | Молоді неприборкані бійці «Цзи Доу Дэ Няньцин Жэнь» (кит. 激鬥的年輕人)                                                            | 14 травня 2015 року    | ISBN 9789865625184 |
| 13 | Вигода з чужих труднощів «Чэньходацзе Цюй» (кит. 趁火打劫去)                                                                       | 3 червня 2015 року     | ISBN 9789865625191 |
| 14 | Нове покоління зірок «Синькэ Цюань Минсин» (кит. 新科全明星)                                                                       | 3 червня 2015 року     | ISBN 9789865625580 |
| 15 | Подібно до міріадів закривавлених квітів «Фаньхуа Сюэ Цзин» (кит. 繁花血景)                                                        | 4 липня 2015 року      | ISBN 9789865625214 |
| 16 | Я повернувся «Во Хуэйлайлэ» (кит. 我回來了)                                                                                        | 16 липня 2015 року     | ISBN 9789865625221 |
| 17 | Літо не може залишитися поза увагою «Уфа Хуши Дэ Сятянь» (кит. 無法忽視的夏天)                                                     | 5 серпня 2015 року     | ISBN 9789865625238 |
| 18 | Нова найсильніша гільдія в історії «Шишан Цзуйцян Синь Дуй» (кит. 史上最強新隊)                                                    | 8 серпня 2015 року     | ISBN 9789865625245 |
| 19 | Стратегія перемоги майстра «Лаоцзян Дэ Шэнли Фанши» (кит. 老將的勝利方式)                                                          | 4 вересня 2015 року    | ISBN 9789865625252 |
| 20 | Найбільший промах і чудова гра «Чао Шуйчжунь Шиу Хэ Чао Шуйчжунь Фахой Хуэй» (кит. 超水準失誤和超水準發揮)                         | 12 вересня 2015 року   | ISBN 9789865625269 |
| 21 | Тридцять сьома перемога «Саньшици Ляньшэн» (кит. 三十七連勝)                                                                       | 3 жовтня 2015 року     | ISBN 9789865625498 |
| 22 | Дріб'язкове ставлення «Вэйсо Дэ Тайду» (кит. 猥瑣的態度)                                                                           | 8 жовтня 2015 року     | ISBN 9789865625504 |
| 23 | Нова зустріч суперників через десятиліччя «Ши Нянь Дуйшоу Цзай Сянюй» (кит. 十年對手再相遇)                                        | 4 листопада 2015 року  | ISBN 9789865625511 |
| 24 | Розважливий задум «Лао Моу Шэнь Суань Дэ Бату» (кит. 老謀深算的霸圖)                                                               | 11 листопада 2015 року | ISBN 9789865625528 |
| 25 | За межами здорового глузду «Чаоюэ Чанши Дэ Цуньцзай» (кит. 超越常識的存在)                                                         | 2 грудня 2015 року     | ISBN 9789865625535 |
| 26 | Найсильніший супротивник, найкращий друг (Кінець) «Цзуйцян Дэ Дуйшоу, Цзуй Хао Дэ Пэню (Вань)» (кит. 最強的對手，最好的朋友（完）) | 16 грудня 2015 року    | ISBN 9789865625542 |

## Анімаційна адаптація
Про те, що у 2017 році роман отримає анімаційну адаптацію, було оголошено Худі Ланем 1 серпня 2016 року, а офіційні представники опублікували кадри з першого промо-відео. Безпосередньо прев'ю було випущене 22 серпня 2016 року. Виробництвом VONA-серіалу займалася студія B.CMay Pictures, а спродюсований він був компанією-ліцензіатом Tencent. Режисером став Сюн Се, а сценарій написав Лян Ша. Серіал транслювався з 7 квітня по 16 червня 2017 року на відео-порталах Tencent Video і bilibili. Відкриває композицію «Xìn Yang» (кит.: 信仰信仰) виконав Чжан Цзе (кит.: 张杰张杰), а закриває «Rong Yao Zai Lin» (кит.: 荣耀再临荣耀再临) Дадань Інь Цзу (кит.: 大胆音组大胆音组).
6 липня 2017 року на Щорічній Аніме-конференції Tencent оголосили, що в травні 2018 року розпочнеться робота над другим сезоном VONA-серіалу. Його прем'єра призначена на 2019 рік.